# Club Natació Catalunya
Il Club Natació Catalunya è una società di nuoto e pallanuoto spagnola con sede a Barcellona.
Fu fondata il 21 aprile 1931 nel quartiere della Barceloneta e raggiunge il suo apice a cavallo tra anni 80 e anni 90, quando vince nove titoli nazionali (sette in ambito maschile e due in campo femminile), sei Coppe del Re, una LEN European Cup, una Coppa delle Coppe e due Supercoppe LEN. Nel 1989 e 1993 è stata finalista in Coppa dei Campioni e nel 1986 in Coppa delle Coppe.

## Palmarès

### Trofei nazionali
- Campionato spagnolo: 7

1988, 1989, 1990, 1992, 1993, 1994, 1998
- Copa del Rey: 6

1987, 1988, 1990, 1992, 1994, 1997

### Trofei internazionali
- Eurolega: 1

1994-95
- Coppa delle Coppe: 1

1991-92
- Supercoppa LEN: 2

1992, 1995

### Trofei femminili
- Campionato spagnolo: 2

1989, 1991